# Movimiento objetivista

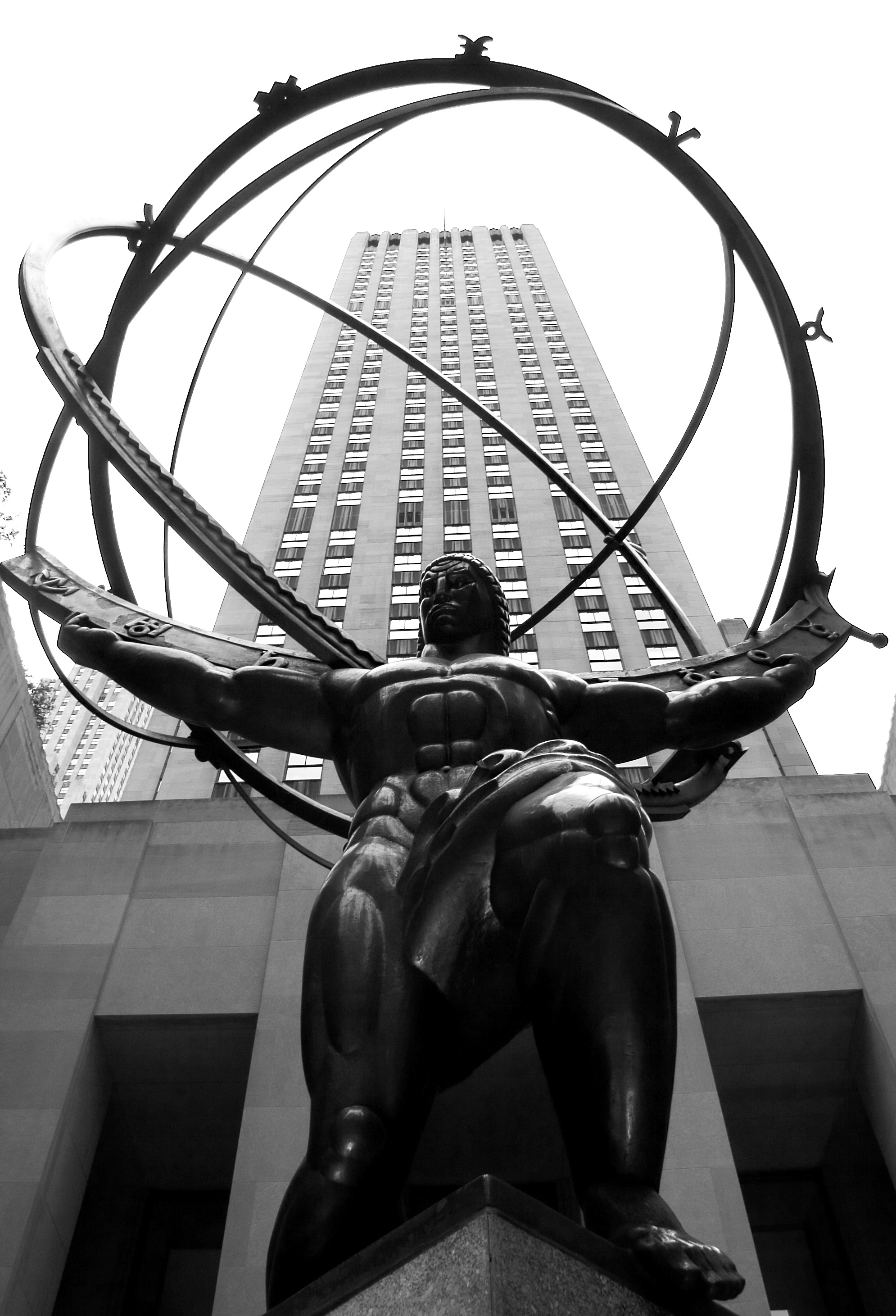
Atlas, el símbolo del objetivismo.

El movimiento objetivista es un movimiento de individuos que buscan estudiar y promover el objetivismo, la filosofía expuesta por la novelista y filósofa Ayn Rand. El movimiento comenzó de manera informal en la década de 1950 y consistió en estudiantes que se unieron por su interés mutuo en la novela de Rand, The Fountainhead. El grupo, irónicamente llamado "el Colectivo" debido a su defensa real del individualismo, tuvo referentes como Leonard Peikoff, Nathaniel Branden, Barbara Branden, Alan Greenspan y Murray Rothbard. Nathaniel Branden, un joven estudiante canadiense que se había inspirado enormemente en el trabajo de Rand, se convirtió en su confidente cercano y alentó a Rand a expandir su filosofía en un movimiento formal. Desde este comienzo informal en la sala de estar de Rand, el movimiento se expandió a una colección de grupos de expertos, organizaciones académicas y publicaciones periódicas. 

## Historia

### El colectivo
"The Collective" era el nombre que Rand le daba en privado a un grupo de sus confidentes cercanos. Estaba formado por sus alumnos y por defensores de Rand y el objetivismo durante las décadas de 1950 y 1960. Los miembros fundadores del grupo fueron Nathaniel Branden, Barbara Branden, Leonard Peikoff, Alan Greenspan, Joan Kennedy Taylor, Allan Blumenthal, Harry Kalberman, Elayne Kalberman, Joan Mitchell y Mary Ann Sures (anteriormente Rukavina). Este grupo se convirtió en el núcleo de un creciente movimiento de admiradores de Rand cuyo nombre fue elegido por Rand como una broma basada en el firme compromiso del objetivismo con el individualismo y la fuerte objeción a todas las formas de colectivismo. 
Originalmente, el Colectivo comenzó como una reunión informal de amigos (muchos de ellos relacionados entre sí) que se reunían con Rand los fines de semana en su apartamento en la East 36th Street en Nueva York para hablar de filosofía. Barbara Branden dijo que el grupo se reunía "debido a un interés común en las ideas". Greenspan recordaba haberse sentido atraído por Rand debido a una creencia compartida en "la importancia de las matemáticas y el rigor intelectual". El grupo se reunía en el departamento de Rand al menos una vez a la semana, y a menudo discutían y debatían hasta altas horas de la madrugada. Sobre estas discusiones, Greenspan dijo: "Hablar con Ayn Rand era como comenzar una partida de ajedrez pensando que era bueno, y de repente encontrándome en jaque mate". Finalmente, Rand también les permitió comenzar a leer el manuscrito de Atlas Shrugged (1957) mientras lo completaba. A medida que pasaron los años, el Colectivo continuaría desempeñando un papel más amplio y formal, promoviendo la filosofía de Rand a través del Instituto Nathaniel Branden (NBI). Algunos miembros del Colectivo dieron conferencias en el NBI en ciudades de Estados Unidos y escribieron artículos para sus boletines, The Objectivist Newsletter (1962–1965) y The Objectivist (1966–1971).
En 1968, después de una compleja serie de eventos, Rand expulsó a Nathaniel y Barbara Branden del Colectivo. En los años siguientes, el Colectivo se separó lentamente por numerosas razones. (Peikoff, Greenspan y Sures permanecieron asociados con Rand hasta su muerte. Rand expulsó a Kay Nolte Smith, mientras que Allan y Joan Mitchell Blumenthal y Robert Hessen se fueron por su cuenta.) Peikoff finalmente se convirtió en el heredero legal de Rand y la persona que ella describió como la mejor maestra de sus ideas, y ha sido llamada "heredero intelectual" de Rand. Tras la muerte de Rand en 1982, Peikoff fundó (1985) el Instituto Ayn Rand para promover la filosofía objetivista.

### Instituto Nathaniel Branden
La primera presentación formal del objetivismo comenzó con las Conferencias Nathaniel Branden (NBL), poco después de la publicación de la última novela de Rand, Atlas Shrugged. Nathaniel Branden fue el primer miembro de The Collective, y más tarde, el "heredero intelectual" de Rand. Con el tiempo, Branden y Rand se involucraron románticamente. Después de la publicación de Atlas Shrugged, Rand se vio inundada de solicitudes de más información sobre su filosofía. No queriendo ser maestra o líder de un movimiento organizado, permitió que Branden diera una conferencia en su nombre. El éxito de NBL llevó a Branden a expandir su organización de conferencias al Instituto Nathaniel Branden (NBI). Rand y Branden también cofundaron la primera publicación dedicada al estudio y la aplicación del objetivismo. El Boletín del Objetivismo que comenzó a publicarse en 1962 y luego se expandió a The Objectivist.
La década de 1960 vio una rápida expansión del movimiento objetivista. Rand era una profesora frecuente en universidades de todo el país. Rand presentó un programa de radio sobre el objetivismo en la emisora de la Universidad de Columbia, WKCR-FM. El Instituto Nathaniel Branden (NBI) organizó conferencias sobre objetivismo, la historia de la filosofía, el arte y la psicología en ciudades de todo el país. Los clubes universitarios dedicados al estudio de la filosofía de Rand se formaron en todo el país, aunque operaban independientemente del NBI. Rand fue una invitada frecuente en radio y televisión, así como una conferenciante anual en el Ford Hall Forum. En la cima de su popularidad, el NBI estaba entregando conferencias grabadas en más de 80 ciudades. En 1967, el NBI había arrendado un piso completo en el Empire State Building (con The Objectivist como sub-inquilino).
En 1968, Rand rompió públicamente con Nathaniel y Barbara Branden. Acusó a Nathaniel Branden de una "desviación gradual de los principios del objetivismo", la explotación financiera de ella relacionada con préstamos comerciales y el "engaño deliberado de varias personas". En una respuesta enviada a la lista de correo de The Objectivist en 1968, los Branden negaron muchos de los cargos de Rand contra ellos. El resultado de sus afirmaciones en conflicto fue un "cisma", ya que algunos participantes en el movimiento objetivista apoyaron a los Branden, mientras que otros apoyaron el repudio de Rand hacia ellos. Robert L. Bradley, Jr. ha calificado la disolución del NBI como un "fracaso organizacional" en el movimiento objetivista "tan sorprendente como el colapso de Enron en un contexto diferente"; acusa a Rand de "recurrir a medias verdades" y concluye que ella "nunca reconocería las circunstancias que condujeron a la división, personal o públicamente".
El NBI fue cerrado y sus oficinas desocupadas, en un ambiente que Barbara Branden describió como "histeria total" cuando sus antiguos alumnos se enteraron del asunto. Los Branden continuaron por un tiempo vendiendo algunas de las conferencias grabadas de NBI a través de una nueva compañía, pero por lo demás tuvieron poca participación en el movimiento objetivista hasta que se publicaron sus libros biográficos sobre Rand. The Objectivist continuó publicando con Rand como editora y Leonard Peikoff como editor asociado. Peikoff también asumió el papel de Nathaniel Branden como el principal profesor de objetivismo. Más tarde, Peikoff describió la expulsión de Branden como el primero "de los muchos cismas que han afectado al movimiento objetivista".

### Década de 1970

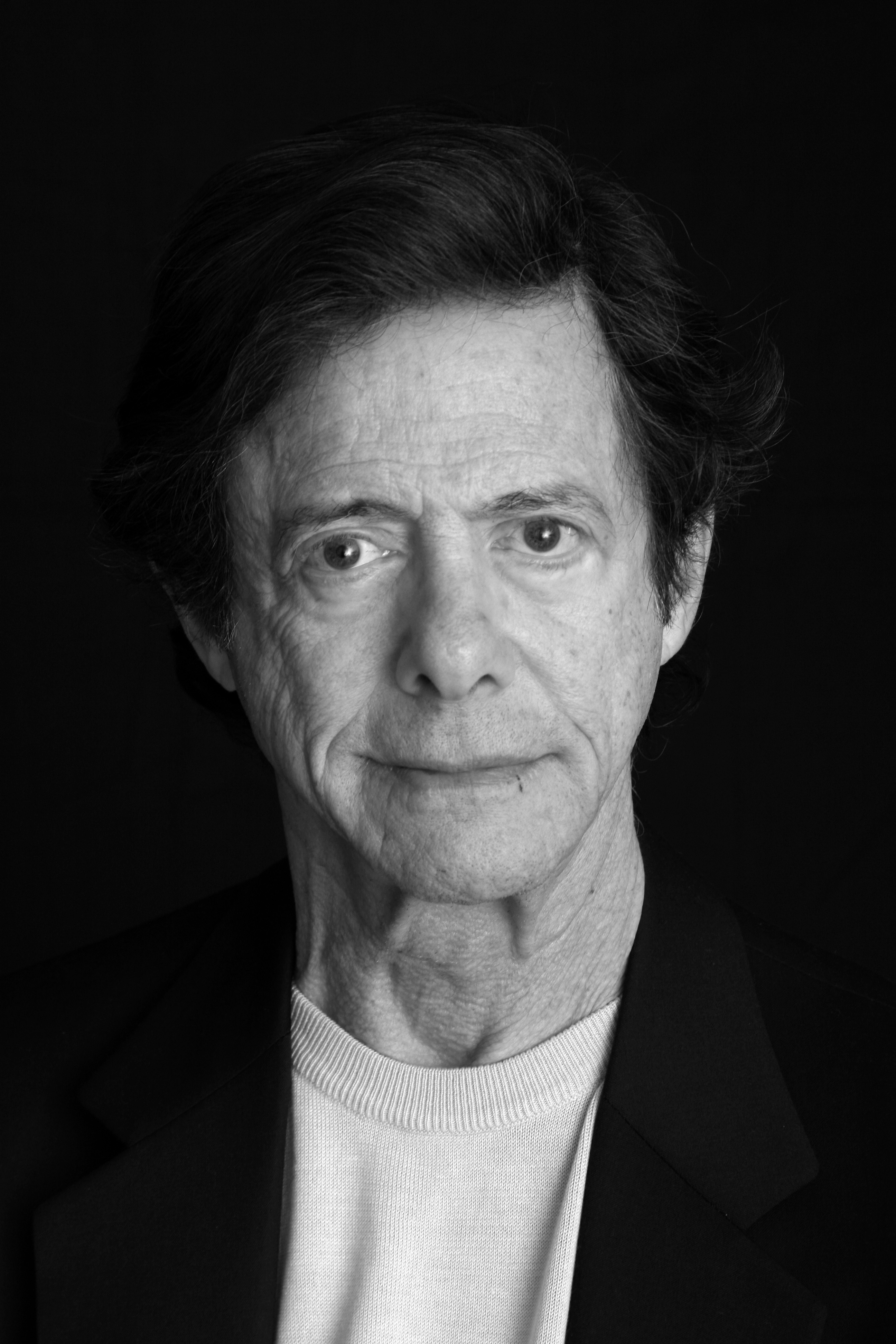
Leonard Peikoff pronunció conferencias sobre objetivismo a lo largo de la década de 1970.

En la década de 1970, Rand dio menos discursos públicos. En cambio, se concentró en la escritura de no ficción y en ayudar al trabajo de sus estudiantes y asociados, a través de esfuerzos como una serie de talleres privados sobre epistemología que llevó a cabo desde 1969 hasta 1971 para aproximadamente una docena de estudiantes y profesionales de filosofía, matemáticas y física. The Objectivist fue reemplazado por The Ayn Rand Letter en 1971. Mientras que The Objectivist había publicado artículos de muchos autores, The Ayn Rand Letter, comercializada como un boletín personal de Rand, publicaba solo su trabajo (más ocasionalmente el de Leonard Peikoff).
A lo largo de la década, Peikoff continuó ofreciendo una serie de conferencias sobre diversos temas relacionados con el objetivismo a grandes audiencias, a menudo incorporando nuevo material filosófico. Rand trabajó estrechamente con Peikoff, ayudando a editar su libro, The Ominous Parallels, para el cual escribió la introducción. A mediados de 1979, el asociado de Rand, Peter Schwartz, comenzó a editar y publicar The Intellectual Activist, una publicación que Rand recomendó a su audiencia. Otro asociado suyo durante este período fue Harry Binswanger, a quien ella aconsejó en su mini-enciclopedia de Objectivism, The Ayn Rand Lexicon: Objectivism from A to Z (1986). Después del cierre de The Objectivist Calendar, una breve publicación que enumera los próximos eventos dentro del movimiento Objectivist, Binswanger comenzó a editar y publicar The Objectivist Forum, una revista bimensual sobre Objectivism que contó con el apoyo de Rand y para la que se desempeñó como "consultora filosófica".

### Década de 1980
Tras la muerte de Rand el 6 de marzo de 1982, Peikoff heredó su patrimonio, incluido el control de los derechos de autor de sus libros y escritos (salvo Anthem, de dominio público). Poco después de la muerte de Rand, se publicó el primer libro de Peikoff, The Ominous Parallels. En 1983, Peikoff dio una serie de conferencias tituladas Entendiendo el objetivismo, con el propósito de mejorar la metodología utilizada en el estudio del objetivismo, como un correctivo a lo que él describe como los métodos de pensamiento "racionalista" y "empirista". 
Una revista filosófica bimestral de alta calidad, The Objectivist Forum, se publicó entre 1980 y 1987. 
En 1985, Leonard Peikoff y Ed Snider fundaron el Instituto Ayn Rand (ARI), la primera organización dedicada al estudio y la defensa del objetivismo desde el cierre de NBI en 1968. El instituto comenzó patrocinando concursos de ensayos sobre las novelas de Rand y distribuyendo artículos de opinión que analizaban los acontecimientos mundiales desde una perspectiva objetivista. En 1987, el instituto comenzó a enseñar aspirantes a académicos objetivistas.

### Separación de Peikoff y Kelley
En 1989, se produjo otra división importante dentro del movimiento objetivista. Como lo describe Brian Doherty, David Kelley, filósofo y profesor afiliado al ARI, fue "expulsado del mundo oficial objetivista" por estar en desacuerdo "sobre los males inherentes de la biografía de Barbara Branden Rand [ La pasión de Ayn Rand ]" y "públicamente defender en principio la noción de objetivistas hablando con los libertarios ".
Peter Schwartz criticó a Kelley por pronunciar un discurso bajo los auspicios de Laissez Faire Books (LFB), un editor libertario. Schwartz argumentó que esta actividad violaba el principio moral objetivo de sanción. En otras palabras, Kelley estaba confiriendo implícitamente la aprobación moral de la organización al aparecer en un evento que patrocinó. LFB, a su vez, era moralmente objetable porque promovía libros, como La pasión de Ayn Rand (1986), que Schwartz sostenía que eran hostiles y difamatorios hacia Rand y el objetivismo. (Aunque Schwartz no lo mencionó, Leonard Peikoff había firmado copias de su libro The Ominous Parallels en tres eventos de LFB en 1982. Según Peikoff, luego rompió relaciones con LFB después de que le dijeran que LFB ofrecía literatura anarquista. ) 
Kelley respondió, en un artículo titulado "Una cuestión de sanción", cuestionando la interpretación de Schwartz del principio de sanción en particular y su interpretación de los principios morales en general. Posteriormente, en un ensayo que aparece en The Intellectual Activist, Peikoff respaldó la opinión de Schwartz y afirmó que los argumentos de Kelley contradecían los principios fundamentales del objetivismo. Peikoff sostuvo que muchos sistemas de pensamiento no objetivistas, como el marxismo, se basan en "ideas inherentemente deshonestas" cuya defensa nunca debe ser sancionada. Atribuyó la caída del NBI y los cismas subsiguientes no a "diferencias en relación con los amores o la estrategia política o las técnicas de proselitismo o la personalidad de nadie", sino a una causa "fundamental y filosófica": "si comprende y acepta el concepto de 'objetividad, 'en todas sus implicaciones, entonces aceptas el objetivismo, vives por él y veneras a Ayn Rand por definirlo. Si no logras comprender y aceptar el concepto, ya sea que tu fracaso sea deliberado o no, eventualmente te alejas de la órbita de Ayn Rand, o reescribes su punto de vista o te conviertes abiertamente en su enemigo". Aquellos que criticaron su posición debían hacer su salida: "si está de acuerdo con el punto de vista de Branden o Kelley o cualquier cosa que se le parezca, abandone nuestro movimiento: deje a Ayn Rand, deje en paz el objetivismo. No te queremos y Ayn Rand no te hubiera querido [...]".
Kelley respondió a la crítica de Peikoff-Schwartz en su monografía, "La verdad y la tolerancia", más tarde actualizada como El legado impugnado de Ayn Rand. Respondió a su ostracismo fundando el Instituto de Estudios Objetivistas (IOS), más tarde renombrado como The Objectivist Center (TOC) y luego The Atlas Society (TAS), con la ayuda de Ed Snider, uno de los fundadores del Instituto Ayn Rand. A Kelley se unieron los académicos objetivistas George Walsh y Jim Lennox, así como los exmiembros del Colectivo Joan y Allan Blumenthal.

### Década de 1990
El Instituto Kelley de Estudios Objetivistas (IOS) comenzó a publicar material sobre objetivismo y organizar conferencias para académicos en 1990. IOS celebró un simposio sobre el libro de Chris Matthew Sciabarra, Ayn Rand: The Russian Radical (1995). IOS invitó a Nathaniel y Barbara Branden a participar en las actividades del instituto, volviéndolos efectivamente al movimiento Objectivista, y continuaron apareciendo en eventos para la organización hasta su muerte en 2014 y 2013, respectivamente. En 1999, IOS cambió su nombre a The Objectivist Center. 
En 1991, se publicó el libro Objectivism: The Philosophy of Ayn Rand de Peikoff. Fue la primera presentación exhaustiva de la filosofía de Rand que apareció impresa. En 1994, el Instituto Ayn Rand amplió sus programas educativos al Centro de Posgrado de Objectivist (OGC), que impartía clases dirigidas por Leonard Peikoff y Harry Binswanger. 1996 vio una serie de conferencias sobre objetivismo por intelectuales ARI en Harvard. ARI aumentó su notoriedad al organizar una protesta contra la iniciativa de voluntariado del presidente Clinton en 1997. ARI reunió más atención por su activismo en nombre de la familia de Elian González. 1996 vio el lanzamiento del documental nominado al Premio de la Academia Ayn Rand: A Sense of Life, dirigido por Michael Paxton. En 1999, el Servicio Postal de los Estados Unidos lanzó un sello de Ayn Rand.

### Década de 2000

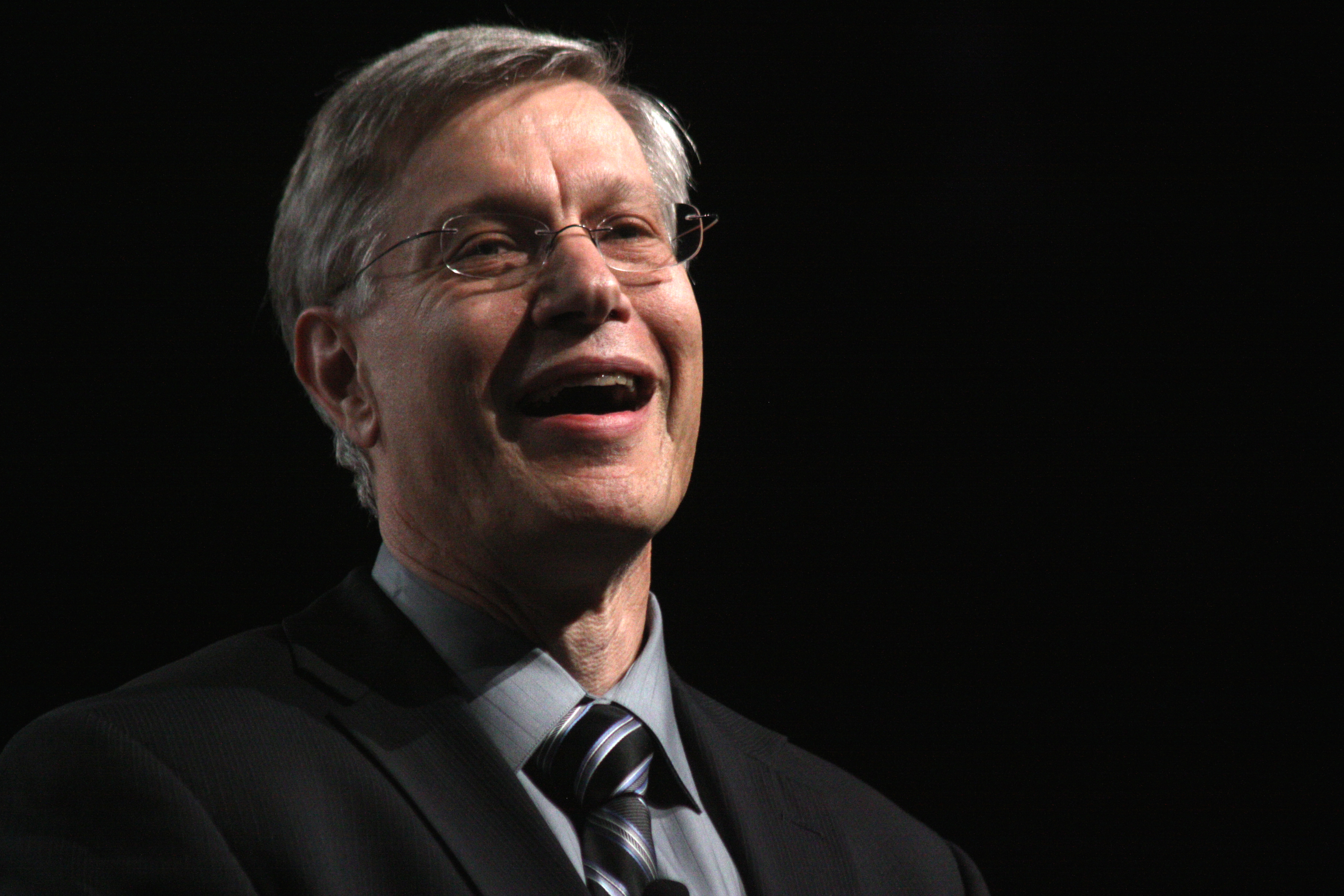
Yaron Brook fue director ejecutivo de ARI de 2000 a 2017.

En 2000, Yaron Brook sucedió a Michael Berliner como jefe de ARI, y ARI expandió su OGC al Centro Académico Objectivista (OAC), ofreciendo cursos de pregrado y posgrado sobre el objetivismo, escritura, historia, historia de la filosofía e historia. de Ciencia. Varias clases de OAC ahora están acreditadas. A lo largo de la década de 2000, ARI aumentó su presencia en los medios, publicando artículos de opinión y proporcionando intelectuales para entrevistas en vivo. En 2005, ARI ayudó a establecer el Instituto Ayn Rand de Canadá, que distribuye libros gratis a las escuelas canadienses. En 2006, ARI patrocinó una conferencia sobre la Guerra contra el Terror. Además de los oradores objetivistas, los académicos de Oriente Medio Daniel Pipes, Robert Spencer y el editor de periódicos danés Flemming Rose dieron conferencias. Para 2007, ARI había donado 700.000 copias de las novelas de Rand a las escuelas secundarias de los Estados Unidos.
El Centro Objetivista también experimentó una serie de cambios en la década de 2000. En 2005, el fundador David Kelley se hizo a un lado como director ejecutivo a favor del ex erudito del Instituto Cato Ed Hudgins, mientras que Kelley permaneció como Director Intelectual, y el instituto se mudó a Washington D. C. En 2006, la organización cambió de nombre nuevamente, cambiando su nombre a The Atlas Society.
En 2009, Domingo García fundó Objetivismo Internacional (OI) en España para ayudar a difundir el objetivismo en el mundo de habla hispana. OI no está oficialmente afiliado a ninguna otra organización objetivista; sin embargo, colaboran estrechamente con el Instituto Ayn Rand. OI tiene su sede en Murcia, España, y García es su CEO.

### Década de 2010
Un objetivo central para ARI a lo largo de la década de 2010 ha sido difundir el objetivismo a nivel internacional. ARI ayudó a establecer el Ayn Rand Center Israel en octubre de 2012, el Ayn Rand Institute Europe en abril de 2015 y el Ayn Rand Center Japan en febrero de 2017. Cada una de estas instituciones está afiliada a ARI pero son entidades legales separadas. En 2017, Jim Brown reemplazó a Yaron Brook como el ejecutivo operativo de ARI, mientras que Brook continúa como presidente de la junta. En junio de 2018, Tal Tsfany, cofundador del Centro Israel Ayn Rand, asumió el cargo de presidente y CEO de ARI.
En 2014, Carl Barney lanzó el Objectivist Venture Fund, originalmente el Anthem Venture Fund, que ha ayudado a financiar una serie de iniciativas objetivistas, incluidas The Undercurrent y Ayn Rand Center Israel.
En 2016, el Centro Ayn Rand Israel lanzó el Premio Atlas a la Mejor Startup israelí, presentado anualmente en la Bolsa de Valores de Tel Aviv. Los jueces para el premio incluyen a Yaron Brook y Shlomo Kalish. Moovit fue el primer destinatario del premio en 2016. Zebra Medical Vision ganó el premio en 2017 e Innoviz ganó en 2018.
En 2016, Objetivismo USA se estableció como una organización sin ánimo de lucro 501(c)(3) en Nueva York, como una organización hermana de Objetivismo Internacional. Su CEO es Edwin Thompson.
La Atlas Society también ha sufrido un cambio de liderazgo en la década de 2010. En 2011, Aaron Day reemplazó a Ed Hudgins como el ejecutivo operativo de The Atlas Society, y el 1 de marzo de 2016, The Atlas Society anunció a Jennifer Grossman como su nueva CEO.

## El objetivismo en la academia
A pesar de que varios miembros del Colectivo eran estudiantes graduados de filosofía en la Universidad de Nueva York, el objetivismo no comenzó a incursionar seriamente en la filosofía académica hasta la década de 1980. Rand misma tenía mucho desprecio por la academia moderna, citando el pobre estado de las universidades estadounidenses, particularmente en las humanidades, como la fuente de gran parte de los problemas del país, y Peikoff expresó sentimientos similares a principios de la década de 1990, declarando que su libro sobre el objetivismo fue "escrito no para académicos, sino para seres humanos (incluidos los académicos que califican)". El Instituto Ayn Rand se concentró inicialmente en promover el objetivismo independientemente de la academia, suministrando libros gratis a las escuelas secundarias y universidades, patrocinando concursos de ensayos para estudiantes y programas de apoyo para maestros y profesores interesados en estudiar y enseñar las ideas de Rand.
Se prestó una atención académica limitada al objetivismo en la década de 1970. En 1971, William F. O'Neill publicó With Charity into None: An Analysis of Ayn Rand's Philosophy, en el que proporciona una discusión académica sobre el objetivismo. Aunque alega fallos en el pensamiento de Rand, expresa admiración por sus esfuerzos, y particularmente por su capacidad para motivar a los lectores a pensar sobre cuestiones filosóficas. Hubo discusiones ocasionales sobre Rand en revistas académicas durante el resto de la década.
Trece años más tarde, apareció el segundo estudio académico del objetivismo en un libro. Era una colección de ensayos llamada El pensamiento filosófico de Ayn Rand (1984), editada por Douglas Den Uyl y Douglas Rasmussen. También fue el primer libro sobre el pensamiento de Rand que se publicó después de su muerte. Den Uyl y Rasmussen hicieron un esfuerzo específico para atraer más atención académica al objetivismo al mantener altos estándares académicos para los ensayos en su libro.
En 1987, el destacado erudito de Aristóteles y alumno de Rand, Allan Gotthelf, cofundó la Sociedad Ayn Rand con George Walsh y David Kelley, que está afiliada a la Asociación Filosófica Estadounidense. Los participantes no objetivistas han incluido a Jaegwon Kim y Susan Haack.
En 1995, Chris Matthew Sciabarra publicó Ayn Rand: The Russian Radical, un estudio académico de las ideas y la historia intelectual de Rand. La bibliógrafa de Rand, Mimi Reisel Gladstein, calificó el trabajo de Sciabarra como "un hito significativo en los estudios de Rand". Tres años más tarde, Sciabarra declaró un "renacimiento" en los estudios académicos sobre Rand, y señaló que su libro era solo "uno de los quince títulos de libros sobre Rand que se han publicado desde 1995, junto con innumerables artículos y otras referencias a su trabajo". Sin embargo, también señaló que no todo el material conllevaba "un profundo interés académico".
En 2001, John P. McCaskey fundó la Fundación Anthem para el estudio Objectivista, que patrocina el trabajo de los profesores afiliados al Instituto Ayn Rand. A partir de 2007, había 13 de estas becas para el estudio del objetivismo en universidades de los Estados Unidos, incluidas la Universidad de Pittsburgh y la Universidad de Texas en Austin. En 2006, la Fundación Anthem en conjunto con la Universidad de Pittsburgh organizó una conferencia sobre filosofía de la ciencia llamada "Conceptos y objetividad: conocimiento, ciencia y valores". Los participantes incluyeron a los objetivistas Onkar Ghate, Allan Gotthelf, James G. Lennox, Harry Binswanger y Tara Smith, así como a los destacados filósofos analíticos David Sosa, AP Martinich y Peter Railton. Otros objetivistas, no todos los cuales están afiliados a ARI, han recibido el apoyo del programa de la Fundación Caritativa BB&T para apoyar el estudio del capitalismo. En 2010, McCaskey se vio obligado a renunciar al Instituto Ayn Rand y posteriormente renunció a la Fundación Anthem.
En 2006, Cambridge University Press publicó el libro de Tara Smith, Normative Ethics: The Virtuous Egoist de Ayn Rand.
Desde 1999, The Journal of Ayn Rand Studies, editado por Stephen D. Cox, Chris Matthew Sciabarra y RW Bradford (hasta su muerte en 2005), se ha publicado semestralmente como un foro académico "no partidista" para la discusión de El trabajo de Rand y su aplicación a muchos campos. The Journal es publicado por Pennsylvania University Press y archivado en CLOCKSS de la Universidad de Stanford. Ninguno de sus editores se ha alineado con el Instituto Ayn Rand, y nadie afiliado a ARI ha participado en sus intercambios desde 2002.  

### Activismo estudiantil
El objetivismo se ha mantenido popular en los campus universitarios, con docenas de grupos de estudiantes dedicados a promover y estudiar la filosofía del objetivismo repartidos en los Estados Unidos, Australia, Canadá, Guatemala, Israel, Países Bajos, Nueva Zelanda y Noruega. Estos clubes a menudo presentan oradores sobre temas controvertidos, como el aborto, la religión y la política exterior, y a menudo se alían con organizaciones conservadoras (y a veces liberales) para organizar sus eventos. Por ejemplo, el Club de Objetivismo de la Universidad de Nueva York organizó un panel conjunto sobre las caricaturas de Mahoma que recibió cobertura nacional para la censura de las caricaturas por parte de NYU. Hay varias docenas de oradores patrocinados por el Instituto Ayn Rand y otras organizaciones que ofrecen giras nacionales cada año hablando sobre objetivismo. 
El Instituto Ayn Rand ha gastado 5 millones de dólares en programas educativos que promueven el objetivismo, incluidas becas y clubes. Estos clubes a menudo obtienen materiales educativos y oradores del ARI. También hay varias conferencias organizadas por varias organizaciones, que atraen a varios cientos de asistentes cada verano y presentan cursos de filosofía y presentaciones de nuevas publicaciones e investigaciones. Se publica una revista dirigida por estudiantes, The Undercurrent, para universidades de los Estados Unidos.

## Influencia
Hay varios escritores que no pueden clasificarse como objetivistas pero que aún exhiben una influencia significativa del objetivismo en su propio trabajo. Entre ellos destaca John Hospers, profesor emérito de filosofía de la Universidad del Sur de California, quien atribuyó alas ideas políticas de Rand el ayudar a dar forma a las suyas, mientras que en otras áreas persistieron diferencias agudas. Otro es Murray Rothbard, quien, como Rand, abogó por la volición, Aristóteles y los derechos naturales, pero también abogó por el anarquismo, que era anatema para Rand. También en esta categoría se encuentran la periodista Edith Efron, el científico Petr Beckmann y el autor Charles Murray. 

## Críticas y respuestas

### Críticas
A lo largo de los años, algunos críticos han acusado al movimiento objetivista de ser un culto o una secta, y a Rand de ser una figura de culto. El término 'Randroid' (un acrónimo de 'Rand' y 'androide') se ha utilizado para evocar la imagen de 'los Galt robots producidos por el culto.'
Las sugerencias de comportamiento de culto por parte de los objetivistas comenzaron durante los días del NBI. Con una creciente cobertura de los medios, comenzaron a aparecer artículos que se referían al "Culto de Ayn Rand" y la comparaban con varios líderes religiosos. Terry Teachout describió a NBI como "un cuasi culto que giraba en torno a la adoración de Ayn Rand y sus héroes ficticios", que "se desintegró" cuando Rand se separó de Nathaniel Branden. En 1968, el psicólogo Albert Ellis, tras un debate público con Nathaniel Branden, publicó un libro argumentando que el objetivismo era una religión, cuyas prácticas incluían "puritanismo sexual", "absolutismo", "condenar" y la "deificación". de Ayn Rand y sus héroes ficticios. En sus memorias, Nathaniel Branden dijo del Colectivo y del NBI que "había un aspecto de culto en nuestro mundo [...]. Éramos un grupo organizado alrededor de una líder carismática, cuyos miembros juzgaban el carácter del otro principalmente por la lealtad a esa líder y sus ideas".
Rothbard también escribió que "el espíritu rector del movimiento randiano no era la libertad individual   ... sino poder personal para Ayn Rand y sus principales discípulos". 
En 1999, Jeff Walker publicó The Ayn Rand Cult. En un pasaje, Walker comparó el objetivismo con las prácticas de Dianética de la Cienciología, que muchos consideran un culto. Ambos, argumenta Walker, son conjuntos de creencias totalistas que defienden "una ética para las masas basada en la supervivencia como un ser racional". Walker continúa: "Dianética utilizó un razonamiento algo similar al de Rand sobre el cerebro como una máquina... Ambos tienen una mente superior reprogramando el resto de la mente ". Walker señala además que ambas filosofías afirman estar basadas en la ciencia y la lógica. El libro de Walker ha sido criticado por los estudiosos de Rand. Chris Matthew Sciabarra criticó la objetividad y la erudición de Walker. Mimi Reisel Gladstein escribió que la tesis de Walker es "cuestionable y a menudo depende de insinuaciones, más que de lógica". RW Bradford lo llamó "simplemente molesto" para los estudiosos.
Las afirmaciones del cultismo han continuado en los últimos años. En 2004, Thomas Szasz escribió en apoyo del ensayo de Rothbard de 1972 y en 2006, Albert Ellis publicó una edición actualizada de su libro de 1968 que incluía referencias favorables a Walker. Del mismo modo, Walter Block, mientras expresaba admiración por algunas de las ideas de Rand y señalaba su fuerte influencia en el libertarismo, describió el movimiento objetivista como "un pequeño culto implosionante".

### Respuestas
Rand declaró que "no soy una secta", y dijo en 1961 que no quería "seguidores ciegos". A raíz del colapso del NBI, declaró que ni siquiera quería un movimiento organizado.
Jim Peron respondió a Shermer, Rothbard y otros con un argumento de que las similitudes con los cultos son superficiales en el mejor de los casos y los cargos de cultismo dirigidos a los objetivistas son ataques ad hominem. El objetivismo, dijo, carece de capas de iniciación, una jerarquía, obligación, costo o coerción física: 
- "No puedo ver cómo una filosofía incorpórea puede ser un culto. Digo que el objetivismo era incorpóreo porque no había una organización objetivista a la que unirse. El Instituto Nathaniel Branden dio conferencias, pero no tenía membresía. Uno podía suscribirse a un boletín informativo pero no podía unirse. El objetivismo era, y es, sin estructura. Y sin una estructura no puede haber culto. [...] La gran mayoría de los autoproclamados objetivistas son personas que leen las obras de Rand y están de acuerdo con ella. La mayoría nunca ha asistido a una reunión de Objetivistas ni se ha suscrito a ningún boletín del objetivismo."[109]

Mientras tanto, Shermer, quien se considera un admirador de Rand, ha moderado su juicio. Al contrastar el "enfoque de martillo pesado" de Leonard Peikoff con el "enfoque de gran carpa" de The Atlas Society, Shermer le dijo a Ed Hudgins: "Si estamos lo suficientemente cerca en la misma página sobre muchas cosas, creo que es más útil cortar a la gente algo de holgura, en lugar de ir tras ellos en algunos puntos más pequeños. No veo la ventaja de decir: "No debería haberte gustado esa película porque, en última instancia, si fueras un objetivista, no lo hubieras hecho". Supongo que fue ese tipo de juicios hechos por algunos Objetivistas los que me opuse ".

### Obras citadas
- Baker, James T. (1987). Ayn Rand. Boston, Massachusetts: Twayne Publishers. ISBN 0-8057-7497-1. OCLC 14933003.
- Branden, Barbara (1986). The Passion of Ayn Rand. Garden City, New York: Doubleday & Company. ISBN 0-385-19171-5. OCLC 12614728.
- Branden, Nathaniel (1999). My Years with Ayn Rand. San Francisco: Jossey Bass. ISBN 0-7879-4513-7. OCLC 39391081.
- Bradley Jr., Robert L. (2009). Capitalism at Work: Business, Government, and Energy. Political Capitalism (A Trilogy). Salem, Massachusetts: M&M Scrivener Press. ISBN 978-0-9764041-7-0. OCLC 225872471.
- Britting, Jeff (2004). Ayn Rand. Overlook Illustrated Lives. New York: Overlook Duckworth. ISBN 1-58567-406-0. OCLC 56413971.
- Burns, Jennifer (2009). Goddess of the Market: Ayn Rand and the American Right. New York: Oxford University Press. ISBN 978-0-19-532487-7. OCLC 313665028.
- Doherty, Brian (2007). Radicals for Capitalism: A Freewheeling History of the Modern American Libertarian Movement. New York: Public Affairs. ISBN 1-58648-350-1. OCLC 76141517.
- Gladstein, Mimi Reisel (1999). The New Ayn Rand Companion. Westport, Connecticut: Greenwood Press. ISBN 0-313-30321-5. OCLC 40359365.
- Gladstein, Mimi Reisel (2009). Ayn Rand. Major Conservative and Libertarian Thinkers series. New York: Continuum. ISBN 978-0-8264-4513-1. OCLC 319595162.
- Greenspan, Alan (2007). The Age of Turbulence: Adventures in a New World. New York: Penguin Press. ISBN 1-59420-131-5. OCLC 122973403.
- Heller, Anne C. (2009). Ayn Rand and the World She Made. New York: Doubleday. ISBN 978-0-385-51399-9. OCLC 229027437.
- Hessen, Robert (1999). «Objectivist, 1962–1976».  En Lora, Ronald; Henry, William Longton, eds. The Conservative Press in Twentieth-Century America. Westport, Connecticut: Greenwood Publishing Group. pp. 349–356. ISBN 0-313-21390-9. OCLC 40481045.
- Kelley, David (2000). The Contested Legacy of Ayn Rand: Truth and Toleration in Objectivism (paperback edición). New Brunswick, New Jersey: Transaction Publishers. ISBN 0-7658-0863-3. OCLC 44727861.
- Paxton, Michael (1998). Ayn Rand: A Sense of Life (The Companion Book). Layton, Utah: Gibbs Smith. ISBN 0-87905-845-5. OCLC 38048196.
- Peikoff, Leonard (18 de mayo de 1989). «Fact and Value». The Intellectual Activist 5 (1): 1-6. Archivado desde el original el 17 de febrero de 2014. Consultado el 20 de enero de 2020.
- Rand, Ayn (May 1968). «To Whom It May Concern». The Objectivist 7 (5): 449-456.
- Rand, Ayn (June 1968a). «A Statement of Policy (Part I)». The Objectivist 7 (6).
- Sciabarra, Chris Matthew (1995). Ayn Rand: The Russian Radical. University Park, Pennsylvania: The Pennsylvania State University Press. ISBN 0-271-01440-7. OCLC 31133644.
- Sciabarra, Chris Matthew (Fall 1998). «A Renaissance in Rand Scholarship» (PDF). Reason Papers 23: 132-159.
- Walker, Jeff (1999). The Ayn Rand Cult. La Salle, Illinois: Open Court Publishing. ISBN 0-8126-9390-6. OCLC 39914039.